# 横浜農業協同組合
横浜農業協同組合（よこはまのうぎょうきょうどうくみあい）は、神奈川県横浜市旭区二俣川に本店を置く農業協同組合。横浜市を管轄地域としている。通称JA横浜。

## 概要
2003年4月1日、管轄地域の5つの農協（横浜中央農業協同組合、横浜南農業協同組合、横浜北農業協同組合、保土ケ谷農業協同組合、鶴見農業協同組合）が合併して発足。2015年4月1日、田奈農業協同組合と合併。横浜市内一円を管轄地域とする。
JAバンクとしての信用事業、JA共済としての共済事業、メルカートなどの購買事業、販売事業、介護保険事業、営農事業、組織相談事業、資産管理事業、生活指導事業、広報事業を行っている。
地域農業振興計画のテーマを「FOODで風土」と定め、よき農業がよき地域を作るという発想のもと、地域自給（地産地消）に基づいた農業を創造を目指している。
「市民と共有する農業、市民と分かち合う農業、市民とともに育てる農業」を実践し、JA管内農地面積の3419haは神奈川県内で最大規模であり、そのうち市街化調整区域内農地は2640ha（うち農用地区域は1036ha）、市街化区域内の農地は779ha（うち350haは生産緑地に指定）となっている。
営農経済面では、旧横浜南農業協同組合で実績を上げた農産物の一括販売方式など都市型の営農方式事業を管内で普及させているほか、横浜ブランド農産物の生産をはじめ、都市農業振興にも積極的に取り組んでいる。
また、女性部、青壮年部等、支店単位での組合員教育活動と生活文化活動が活発で、2004年度に家の光文化賞を受賞した。
購買事業では、「Aコープ」については全農傘下の株式会社エーコープ関東が、冠婚葬祭・不動産事業はJA横浜の子会社である株式会社JA横浜協同サービスが行っている。ガソリンスタンドの「JA-SS」事業と簡易郵便局事業は行っていない。

## 沿革
- 1946年 - 都筑中川農協が設立。（神奈川県下第1号農協）
- 1948年2月 - 田奈農協が設立。
- 1948年2月～8月 - 横浜北農協の前身となる7農協（都筑中川含む）が設立。
- 1948年2月～8月 - 横浜南農協の前身となる14農協が設立。
- 1948年3月 - 保土ケ谷農協が設立。
- 1948年5月～8月 - 横浜中央農協の前身となる3農協が設立。
- 1948年8月 - 鶴見農協が設立。
- 1961年9月 - 農協合併助成法制定により「横浜市内一円合併構想」が提案される。
- 1969年3月 - 横浜市北部地区の7農協（港北・都田・新田・都筑中川・山内・中里・新治）が合併し、横浜北農協が設立。田奈農協は合併に不参加。
- 1969年3月 - 横浜市南部地区の13農協（本郷・豊田・川上・大正・中田・和泉・飯田・中川・原・瀬谷・横浜南部・港南・磯子）が合併し、横浜南農協が設立。
- 1988年8月 - 横浜市の3農協（二俣川・都岡・神奈川）が合併し、横浜中央農協が設立。
- 1989年3月 - 横浜戸塚農協と横浜南農協が合併。名称は横浜南農協を継承。
- 1997年 - 横浜地区農協合併研究会発足。
- 2002年 - 合併予備契約調印式。
- 2003年4月1日 - 横浜北・横浜南・横浜中央・保土ケ谷・鶴見の5農協が合併し、横浜農業協同組合が設立。
- 2004年3月 - 神奈川地区営農経済センター集荷場完成。
- 2004年6月 - 第1回通常総代会。
- 2004年 - 第55回家の光文化賞受賞。
- 2004年12月 - 貯金残高1兆1,000億円達成。
- 2007年3月 - 第1回地域農業振興推進大会開催。都市農業振興テーマ「FOODで風土」を定める。
- 2008年 - 「農業塾」、「Uターン農業者講座」、「女性農業者講座」の3つの担い手支援講座開始。
- 2008年6月 - 瀬谷支店、本郷支店に拠点型直売所「ハマっ子」オープン。
- 2009年5月7日 - 本店を横浜市旭区に移転。
- 2011年4月1日 - 子会社の横浜南商事株式会社と株式会社横浜北クミアイサービスが合併し、社名を株式会社JA横浜協同サービスに変更。
- 2015年4月1日 - 田奈農協と合併、名称は横浜農協を継承。

## 子会社
- 株式会社JA横浜協同サービス